# Barbara Leigh Smith Bodichon

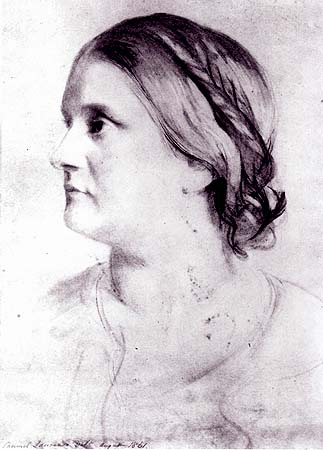
Barbara Leigh Smith Bodichon

Barbara Leigh Smith Bodichon (geboren am 8. April 1827 in Carlton Crescent, Southampton, Vereinigtes Königreich; gestorben am 11. Juni 1891 in Robertsbridge, East Sussex, Vereinigtes Königreich) war eine englische Pädagogin und Künstlerin sowie eine führende Feministin und Frauenrechtsaktivistin in der Mitte des 19. Jahrhunderts. Sie publizierte 1854 ihr einflussreiches Werk Brief Summary of the Laws of England concerning Women (dt.: Kurze Zusammenfassung der englischen Gesetze, Frauen betreffend). Zusammen mit anderen gründete sie 1858 die Zeitschrift „English Woman's Journal“.

## Familiärer Hintergrund
Barbara Bodichon war das außereheliche Kind von Anne Longden, einer Hutmacherin aus Alfreton in Derbyshire, und dem Whig-Politiker Benjamin (Ben) Leigh Smith (1783–1860), dem einzigen Sohn des radikalen Abolitionisten  William Smith. Benjamin hatte vier Schwestern, Frances (Fanny) Smith heiratete William Edward Nightingale, einen geborenen William Edward Shore, und hatte mit ihm eine Tochter, die Krankenpflegerin und Statistikerin Florence. Eine andere Schwester, Joanna Maria, heiratete John Bonham-Carter (1788–1838), MP, und begründete die Bonham-Carter-Familie.
Der Wohnsitz von Ben Smith war in Marylebone, London, aber ab 1816 erbte und kaufte er Grund und Boden nahe Hastings: Brown's Farm nahe Robertsbridge, mit einem weitläufigen Haus, erbaut um 1700, und Crowham Manor, Westfield, das 200 Acre Nutzfläche hatte. Obwohl er ein Mitglied der Gentry war, hatte er radikale Ansichten. Er war als radikal-reformatorischer Unitarier Teil der englischen Dissenter, ein Verfechter des Freihandels (free trade) und ein Wohltäter für die Armen. 1826 übernahm er die Kosten eines Schulgebäudes beim Vincent Square in der Innenstadt von Westminster. Und er zahlte einen Penny pro Woche an Schulgebühren für jedes Kind, den gleichen Betrag, den die Eltern zu zahlen hatten

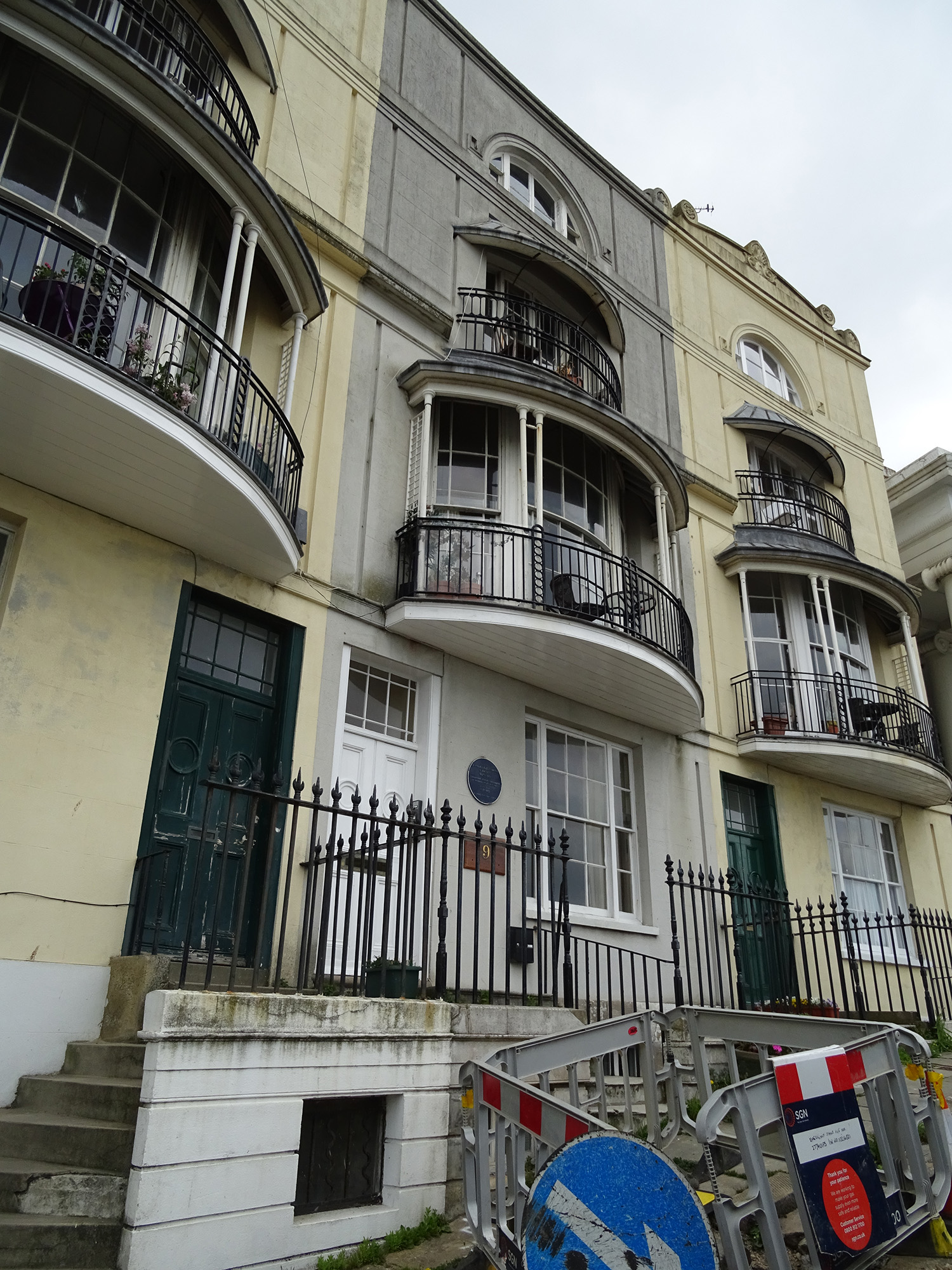
9 Pelham Crescent Hastings, langjähriger Wohnsitz

Bei einem Besuch seiner Schwester in Derbyshire begegnete Smith im Jahr 1826 Anne Longden. Sie wurde von ihm schwanger, worauf er sie mit in den Süden Englands nahm und sie in einer angemieteten Wohnung in Whatlington unterbrachte, einer kleinen Ortschaft nahe Battle (East Sussex). Da lebte sie als „Mrs Leigh“, unter dem Familiennamen von Ben Smiths Verwandten auf der nahegelegenen Isle of Wight. Die Geburt von Barbara war ein Skandal, weil das Paar nicht heiratete. Illegitimität war eine schwere gesellschaftliche Schande. Smith ritt von Brown's Farm täglich dorthin, um sie zu besuchen; und innerhalb von acht Wochen war Anne wieder schwanger. Als ihr Sohn Ben auf der Welt war, gingen die Vier zusammen für zwei Jahre nach Amerika. In dieser Zeit kam noch ein weiteres Kind hinzu.
Nach ihrer Rückkehr nach Sussex lebten sie offen zusammen auf der Farm und hatten noch zwei Kinder. Nach der Geburt ihres letzten Kindes im Jahr 1833 erkrankte Anne an Tuberkulose und Smith mietete das Haus „9 Pelham Crescent“ in Hastings, das dem Meer zugewandt war. Die Besitzungen an der gesunden Seeluft waren zu dieser Zeit hoch im Kurs. Eine ortsansässige Frau, Hannah Walker, wurde als Kinderfrau beschäftigt. Anne erholte sich dort nicht, so nahm Smith sie mit nach Ryde auf der Isle of Wight, wo sie 1834 starb.

## Leben

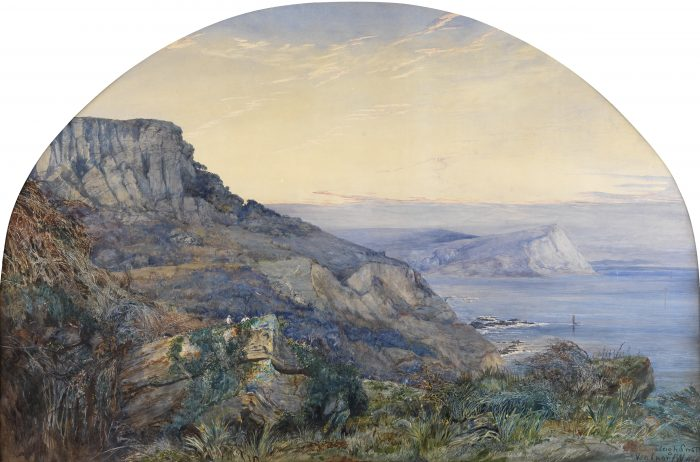
Ventnor, gemalt von Barbara Bodichon

Schon früh zeigte Barbara eine Charakterstärke und Menschenfreundlichkeit, was ihr schnell einen sichtbaren Platz unter den Philanthropen und Sozialreformern einbrachte. Eine Gruppe von Londoner Freundinnen traf sich mit ihr regelmäßig in den 1850er Jahren, um die Frauenrechte zu diskutieren, man nannte sie „The Ladies of Langham Place“ (die Damen vom Langham Place). Dieses Treffen wurde eine der ersten organisierten Frauenbewegungen im Vereinigten Königreich. Sie beschäftigten sich eifrig mit vielen Angelegenheiten, wozu auch das „Married Women’s Property Committee“ einiges beitrug. 1854 veröffentlichte sie ihr Werk Brief Summary of the Laws of England concerning Women (deutsch: Kurze Sammlung der englischen Gesetze, die Frauen betreffen), was sich als sehr hilfreich beim Durchbringen des Married Women’s Property Act 1870 erwies, eines Gesetzes, in dem es um das Recht verheirateter Frauen auf eigenes Eigentum ging. In diesem Zeitraum wurde sie eine enge Freundin der Künstlerin Anna Mary Howitt, für die sie bei mehreren Gelegenheiten Modell saß.
1857 heiratete sie den herausragenden französischen Arzt Eugène Bodichon, und obwohl sie die Winter mehrerer Jahre in Algier verbrachte, fuhr sie fort, in England die Bewegungen zu leiten, die sie zugunsten der „Engländerinnen“ initiiert hatte.
1858 begründete sie mit Bessie Rayner Parkes und Mary Hays die Zeitschrift English Woman’s Journal, ein Organ zur Diskussion von Berufstätigkeits- und Gleichheitsangelegenheiten, die direkt mit Frauen zu tun hatten, besonders mit handwerklichen oder geistigen Tätigkeiten im industriellen Bereich, mit der Ausweitung der Beschäftigungsmöglichkeiten und den Reformgesetzen, in denen es um die Beziehungen der Geschlechter ging.
1866 entwickelte sie in Zusammenarbeit mit Emily Davies einen Plan, die Universitätsausbildung für Frauen zu erweitern. Das erste kleine Experiment in dieser Hinsicht in Hitchin entwickelte sich zum Girton College, dem sie freizügig viel Geld und viel Zeit widmete.

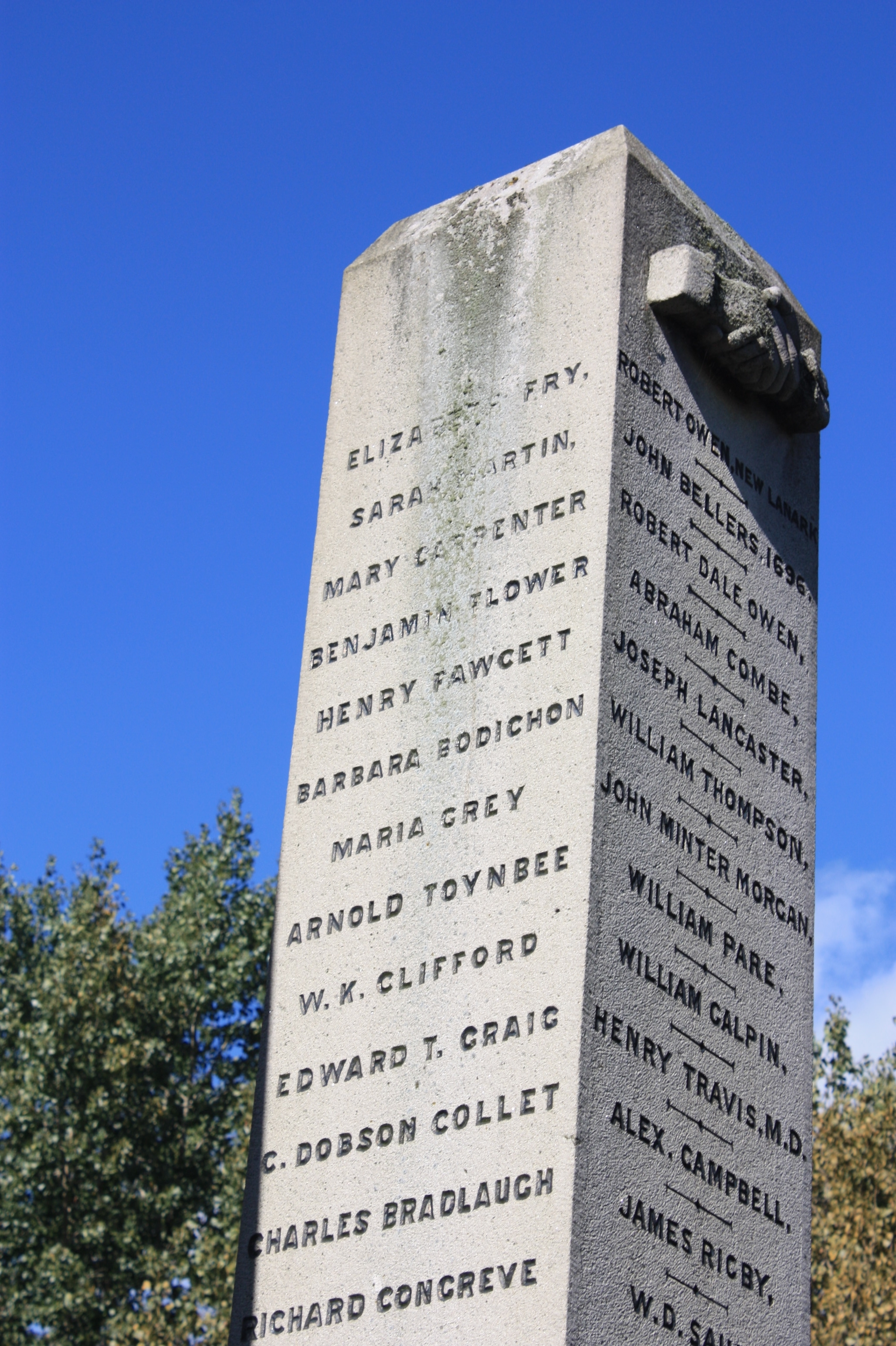
Barbara Bodichons Name auf dem „Denkmal der Reformer“ – The Reformers' Memorial, im Kensal Green Cemetery

Bodichon war eine Unitarierin, die über Theodore Parker folgendes schrieb: He prayed to the Creator, the infinite Mother of us all (always using Mother instead of Father in this prayer). It was the prayer of all I ever heard in my life which was the truest to my individual soul. (deutsch: Er betete zum Schöpfer, die unendliche Mutter von uns allen (immer den Ausdruck Mutter statt Vater in diesem Gebet benutzend). Es war das einzige Gebet in meinem Leben, welches mir im tiefsten Inneren als das wahrhaftigste erschien.)
Am 21. November 1865 entwickelte Barbara Bodichon, von Jessie Boucherett und Helen Taylor unterstützt, die Idee einer Parlamentsreform, die darauf abzielte, das Wahlrecht für Frauen zu erringen.
Trotz all ihrer öffentlichen Interessen und Verpflichtungen fand sie Zeit für die Gesellschaft und ihre Lieblingskunst, die Malerei. Sie studierte bei William Holman Hunt. Ihre Aquarelle, im Salon, in der Royal Academy und anderweitig ausgestellt, zeigten große Originalität und Talent. Sie wurden von Corot und Daubigny bewundert. Ihr Londoner Salon umfasste viele literarische und künstlerische Berühmtheiten der Epoche. Sie war die engste Freundin von George Eliot und nach ihrer Aussage die erste, die die Autorenschaft von Adam Bede erkannte. Ihre persönliche Erscheinung soll am treffendsten in dem Werk Romola beschrieben worden sein.
Bodichon starb in Robertsbridge, Sussex, am 11. Juni 1891 und wurde auf dem kleinen Friedhof von
Brightling, East Sussex, bestattet.

## Ausbildung und Aktivitäten

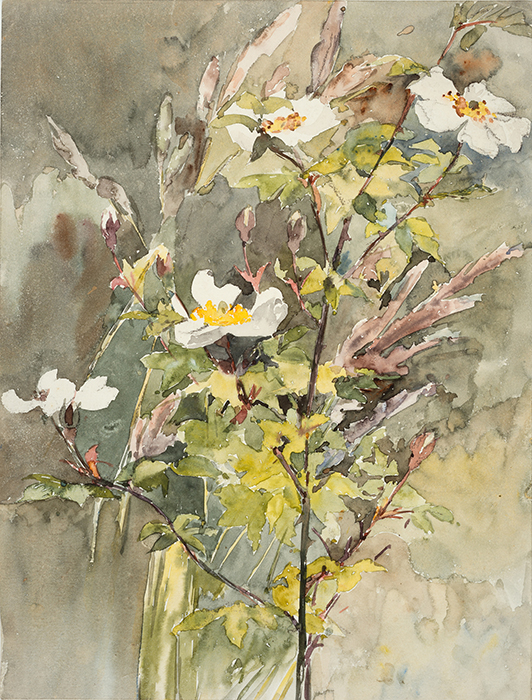
Wildflowers, Aquarell von Bodichon

Bodichons Mädchenname war ursprünglich Smith. Sie war während der 1880er Jahre eine englische Anführerin bei den Bewegungen für bessere Ausbildung und politische Rechte für die Frauen. Sie hieß Barbara Bodichon, nachdem sie 1857 den französischen Arzt Eugene Bodichon geheiratet hatte, aber die Heirat hielt sie nicht davon ab, ihre Kampagnen für die Rechte der Frauen auf Bildung weiter zu verfolgen.
Bodichon studierte am Ladies' College in Bedford, gegründet 1829 in London, England. Hier erhielt sie Anleitungen für ihre Arbeit als professionelle Künstlerin, nicht so sehr als Kunsterzieherin. Bodichon stammte aus einer liberalen unitarischen Familie mit eigenen Einkommen und Vermögen. Ihr Wohlstand gab ihr mehr Freiheit, sich als Künstlerin zu entwickeln.
Nachdem sie sich im Bedford College eingeschrieben hatte, organisierte und eröffnete sie 1852 in Zusammenarbeit mit Elizabeth Whitehead die „Portman Hall School“ in Paddington.
1854 publizierte Bodichon ihr Werk Brief Summary in Plain Language of the Most Important Laws Concerning Women (deutsch: Kurze Zusammenfassung der wichtigsten Gesetze in klarer Sprache, die Frauen betreffend), das entscheidende Bedeutung bei der späteren Beratung des „Gesetzes über das Eigentum verheirateter Frauen“ (Married Women’s Property Act 1870) hatte. Gemeinsam mit Emily Davies präsentierte sie die Idee einer Universitätsausbildung für Frauen und war in der Lage, den ersten Versuch dazu an einem College in Hitchin durchzuführen, was sich dann zum Girton College weiterentwickelte, um das sich Bodichon intensiv kümmerte. Sie selbst studierte beim englischen Künstler William Henry Hunt, um ihre Fähigkeiten in der Aquarellmalerei weiterzuentwickeln.
Bodichon gehörte zu dem „Kreis am Langham Place“ (Langham Place Circle), einer Gruppe fortschrittlicher Künstlerinnen, die die Zeitschrift English Woman's Journal mitentwickelten. Während der 1850er Jahre kämpfte diese Gruppe für Frauenbildung, weibliche Beschäftigung, Eigentumsrechte der Frauen und das Frauenwahlrecht. 1859 unterzeichnete Bodichon zusammen mit Künstlerinnen wie Eliza Fox, Margaret Gillies und Emily Mary Osborn eine Petition, die für Frauen den Zugang zur Royal Academy School verlangte. Ihre Bitte wurde abgelehnt, weil man behauptete, dass die Royal Academy getrennte Kurse für Frauen entwickeln müsse. 1860 bewarb sich Laura Herford, eine der Künstlerinnen, die für den Zugang kämpfte, indem sie nur ihre Initialen benutzte. Sie wurde angenommen, sehr zum Ärger der Akademieleitung. Die Einschreibung von Herford wurde zugelassen und in den folgenden Jahren wurden allmählich mehr Künstlerinnen akzeptiert.

## Instandsetzung des Grabes
Irene Baker und Lesley Abdela halfen 2007 bei der Restaurierung des Grabes von Barbara Bodichon in Brightling, East Sussex, ungefähr 50 Meilen von London. Er war in einem schlechten Zustand, mit verrosteter Umrandung und teilweisem Bruch. Die Inschrift auf dem Grabmal war fast unleserlich. Die Historikerin Judith Rowbotham von der Nottingham Trent University veröffentlichte einen Appell, für die Restaurierung des Grabes und seiner Umgebung zu spenden, was ungefähr 1000 Pfund einbrachte. Die Umrandung wurde sandgestrahlt und neu gestrichen, und der Grabstein aus Granit wurde gereinigt.